# Le Voyage de la vie
Le Voyage de la vie (en anglais : The Voyage of Life) est une série de quatre peintures à l'huile sur toile de l'artiste américain Thomas Cole datées de 1840 et reproduites avec des modifications mineures en 1842, représentant une allégorie des quatre étapes de la vie humaine. Les peintures Enfance, Jeunesse, Virilité et Vieillesse représentent un voyageur qui se déplace en bateau sur une rivière à travers la nature sauvage américaine du milieu du XIXe siècle.

## Sujet
Dans chaque tableau, le voyageur monte sur le bateau sur le fleuve de la vie, une allégorie du monde, accompagné d'un ange gardien. Le paysage, reflétant chacun l’une des quatre saisons, joue un rôle majeur dans la transmission de l’histoire. À chaque épisode, le sens de déplacement du bateau est inversé par rapport à la peinture précédente. Dans l’enfance, le nourrisson glisse d’une grotte sombre vers un paysage riche et verdoyant. En tant que jeune garçon, il prend le contrôle du bateau et vise un château brillant à l'horizon. À l’âge adulte, il compte sur la prière et la foi religieuse pour le soutenir à travers les eaux agitées et un paysage menaçant. Finalement, l'homme devient vieux et l'ange le guide vers le ciel à travers les eaux de l'éternité pour y trouver son salut.

## Contexte

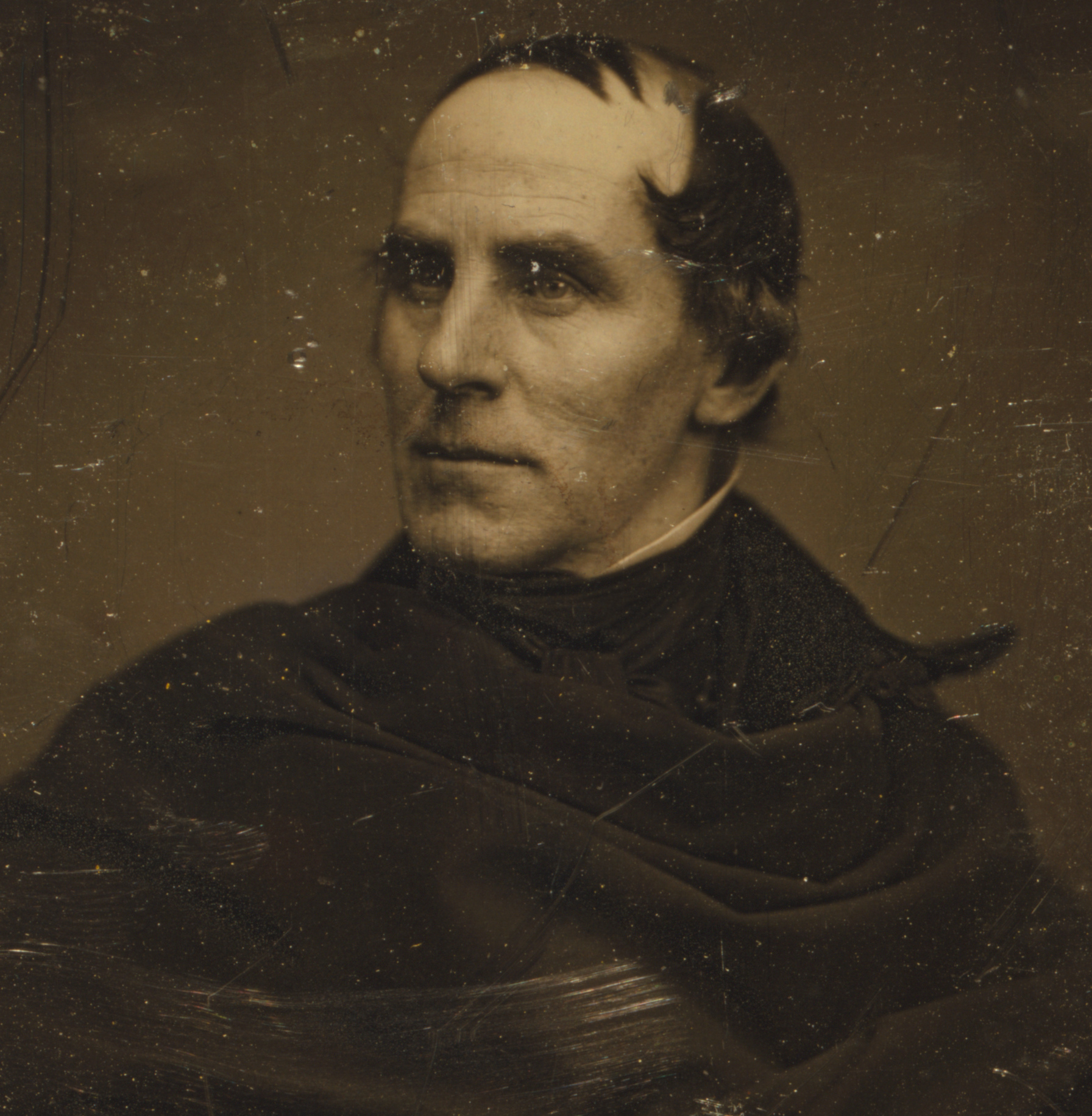
Thomas Cole, vers 1844-1848.

Thomas Cole est considéré comme le fondateur de l'Hudson River School, un mouvement artistique américain qui prospère au milieu du XIXe siècle et qui s'intéresse à la représentation réaliste et détaillée de la nature avec une forte influence du romantisme. Ce groupe de peintres paysagistes travaillé entre 1825 et 1870 environ et partage un sentiment de fierté nationale ainsi qu'un intérêt pour la célébration de la beauté naturelle unique des États-Unis. La nature sauvage et indomptée de l'Amérique est considérée comme son caractère spécial ; l'Europe possède des ruines antiques, tandis que l'Amérique a des étendues sauvages inexplorées. Tout comme l'ami de Cole, William Cullen Bryant, prêche en vers, Cole prêche en peinture. Les deux hommes voient la nature comme l’œuvre de Dieu et comme un refuge contre le matérialisme laid des villes. Cole a clairement l’intention que Le Voyage de la vie constitue une série de peintures didactiques et moralisatrices utilisant le paysage comme une allégorie de la foi religieuse[réf. nécessaire].

## Histoire

Le Cours de l'Empire, années 1830.

Contrairement à la première grande série de Cole, Le Cours de l'Empire, qui se concentre sur les étapes de la civilisation dans son ensemble, la série Le Voyage de la vie est une allégorie chrétienne plus personnelle qui interprète visuellement le voyage de l'homme à travers quatre étapes de la vie : l'enfance, la jeunesse, la maturité et la vieillesse. Les originaux sont réalisés sur commande et achevés en 1840, mais un désaccord survient avec le propriétaire au sujet d'une exposition publique. En 1841-1842, alors que Cole est à Rome, il réalise une deuxième série de tableaux qui, à son retour en Amérique en 1842, est exposée avec succès dans plusieurs grandes villes et reçoit une attention supplémentaire après sa mort inattendue en 1848.
Le premier ensemble se trouve au Munson-Williams-Proctor Arts Institute à Utica (New York), et le deuxième ensemble  à la National Gallery of Art à Washington, DC.

## Description et analyse
La série en quatre parties est une allégorie qui retrace le voyage d'un homme le long de la « rivière de la vie », décrivant l'innocence de l'enfance, la confiance et l'ambition de la jeunesse, les épreuves de la maturité et l'approche de la mort dans la vieillesse. Chaque tableau place le voyageur et son ange gardien dans une partie différente de la rivière et de la nature environnante.
Les critiques d'art ont attribué à cette œuvre plusieurs inspirations potentielles, les plus évidentes étant l'image du « fleuve de vie » de la Bible et Le Voyage du pèlerin de John Bunyan, ainsi qu'une variété de poèmes, d'essais et de sermons du XIXe siècle. Cole a qualifié la série d'« allégorie de la vie humaine » et a écrit des descriptions détaillées des peintures, expliquant comment chacune représente une étape différente de la vie de l'homme et de son développement spirituel. Le voyageur a également été considéré comme une personnification de l'Amérique et la série comme un avertissement contre la conquête de l'Ouest et l'industrialisation.
Les versions de 1842 ne sont pas des répliques exactes des originales de 1840, mais les modifications sont généralement mineures. La différence la plus évidente réside dans les couleurs plus vives des répliques, peut-être simplement dues aux différences dans les pigments disponibles.

### Enfance

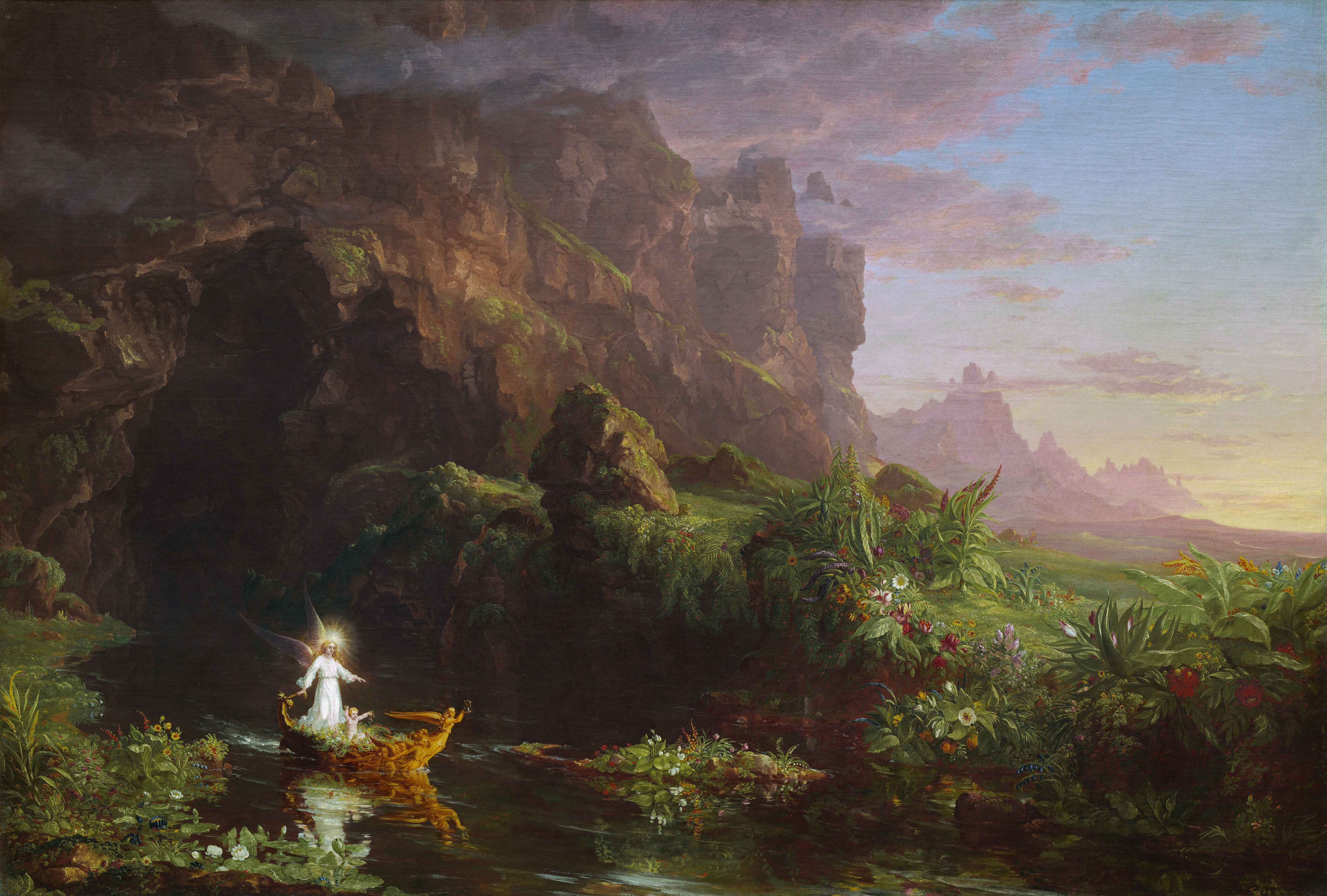
Enfance, 1842, National Gallery of Art.

Dans le premier tableau, Enfance, tous les éléments narratifs importants de la série sont introduits : le voyageur, l'ange, la rivière et le paysage expressif. Un bébé est installé en toute sécurité dans un bateau guidé par un ange. Le paysage est luxuriant, tout est calme et baigné d'un soleil chaleureux, reflétant l'innocence et la joie de l'enfance. Le bateau sort d'une grotte sombre et escarpée que Cole lui-même décrit comme « emblématique de notre origine terrestre et du passé mystérieux ». La rivière est lisse et étroite, symbolisant le vécu protégé de l'enfance. La figure de proue tient un sablier représentant le Temps.
Dans la première version de cette œuvre, Cole montre moins de paysage sur le côté droit et n'inclut donc pas la rivière qui serpente jusqu'à l'horizon. La perspective est également différente : dans l'original, le bateau est au premier plan, tandis que dans le second, Cole déplace le bateau plus profondément dans l'image et représente davantage la rivière au premier plan.

### Jeunesse

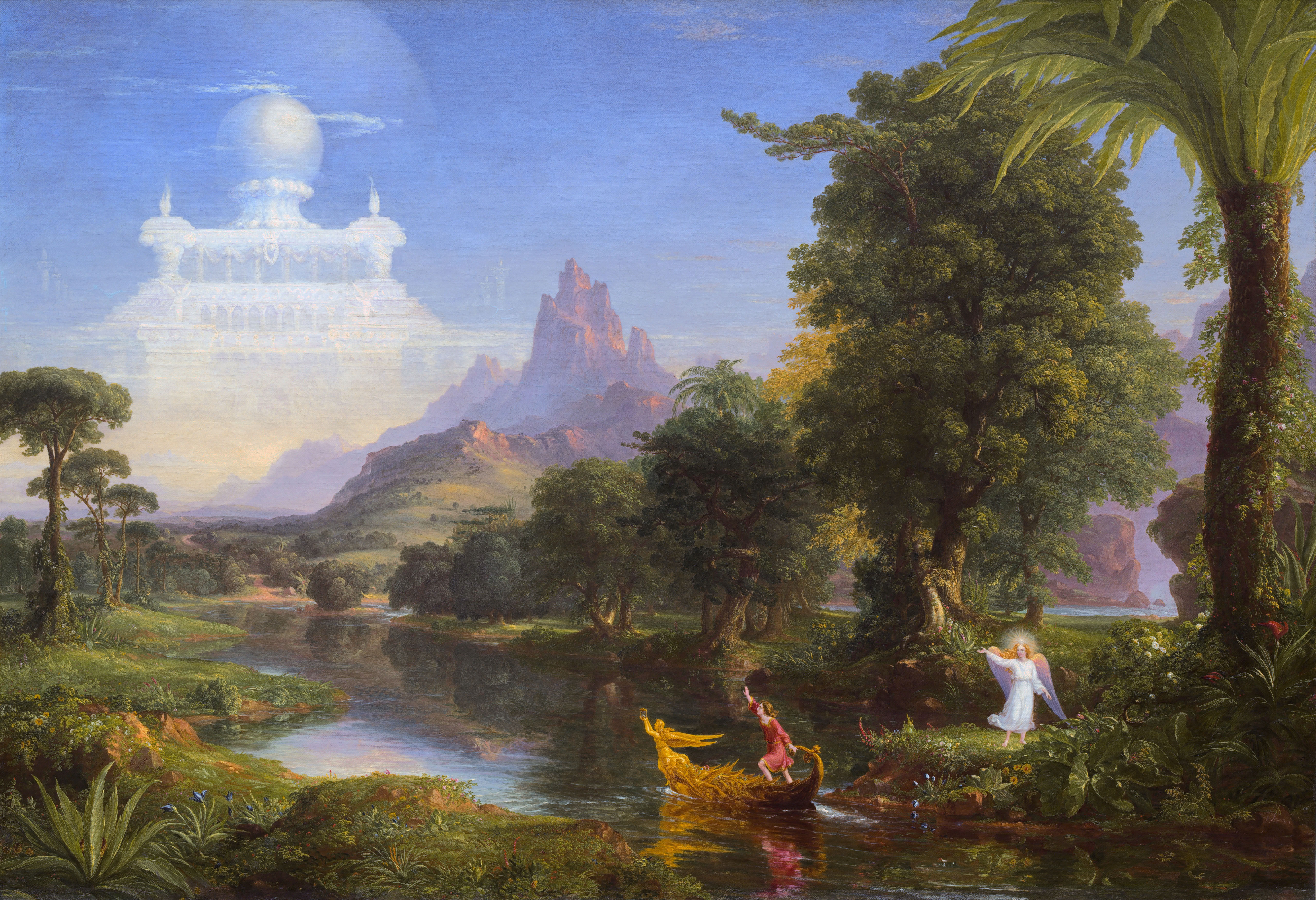
Jeunesse, 1842, National Gallery of Art.

Le deuxième tableau, Jeunesse, montre le même paysage verdoyant et luxuriant, mais la vue s'élargit, tout comme l'expérience de vie du voyageur. Maintenant, le jeune homme tient fermement la barre tandis que l'ange regarde et fait signe depuis le rivage, lui permettant de prendre le contrôle. L'enthousiasme et l'énergie juvéniles du sujet sont évidents dans sa pose projetée vers l'avant et ses vêtements flottants. Au loin, une citadelle éthérée se dresse dans le ciel, un phare blanc scintillant qui représente les rêves et les ambitions de l’humanité.
Pour les jeunes, la rivière tranquille semble mener directement au phare scintillant, mais à l'extrême droite du tableau, la rivière est à peine visible alors qu'elle change pour devenir agitée et difficile à cause du danger des rochers.
Cole commente le paysage et les ambitions du jeune homme : « Le décor du tableau – son ruisseau clair, ses arbres majestueux, ses montagnes imposantes, sa distance illimitée et son atmosphère transparente – illustre la beauté romantique des imaginations juvéniles, lorsque l'esprit élève le moyen et le commun au rang de magnifique, avant que l'expérience n'enseigne ce qu'est le réel. »

### Maturité
Troisième volet de la série, Maturité montre une figure désormais adulte dans le bateau, au milieu des tribulations de la vie adulte. Des nuages d'orage assombrissent le ciel de manière inquiétante, le vent fouette les vêtements de l'homme et la pluie tombe en arrière-plan tandis que le bateau s'approche d'une partie dangereuse de la rivière qui est devenue rocheuse et rapide, traversant une gorge dangereuse marquée par un arbre noueux et sans feuilles. Un pays plus doux se trouve au fond du défilé et la ligne d'horizon lointaine s'éclaircit dans cette direction, laissant entrevoir l'espoir de temps meilleurs à venir. Parmi les dangers, l'homme n'a pas perdu la foi : il a lâché la barre de son bateau (qui s'est peut-être cassée) et est en partie à genoux, le regard vers le haut, les mains jointes. La figure de proue du navire tient désormais le sablier tandis que bien au-dessus, derrière et invisible pour le voyageur, son ange gardien continue de veiller depuis les cieux, brillant de mille feux à travers une trouée dans les nuages.
Maturité contient le plus de différences entre la version originale de 1840 et la version révisée de 1842. La version modifiée montre une réduction du mur de rochers et davantage de mer au loin. Comme dans Enfance, Cole a repositionné le bateau, le déplaçant plus loin dans le tableau et plus près des rapides. Il a également modifié la position du voyageur, de debout dans l'original à agenouillé dans la réplique.

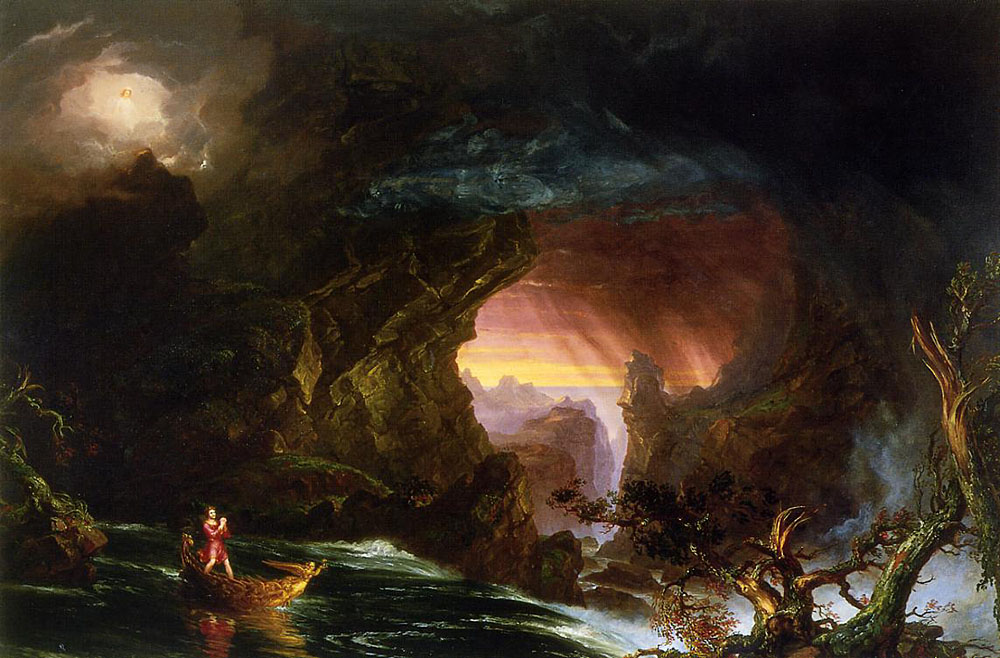
Maturité, 1840, Munson-Williams-Proctor Arts Institute.
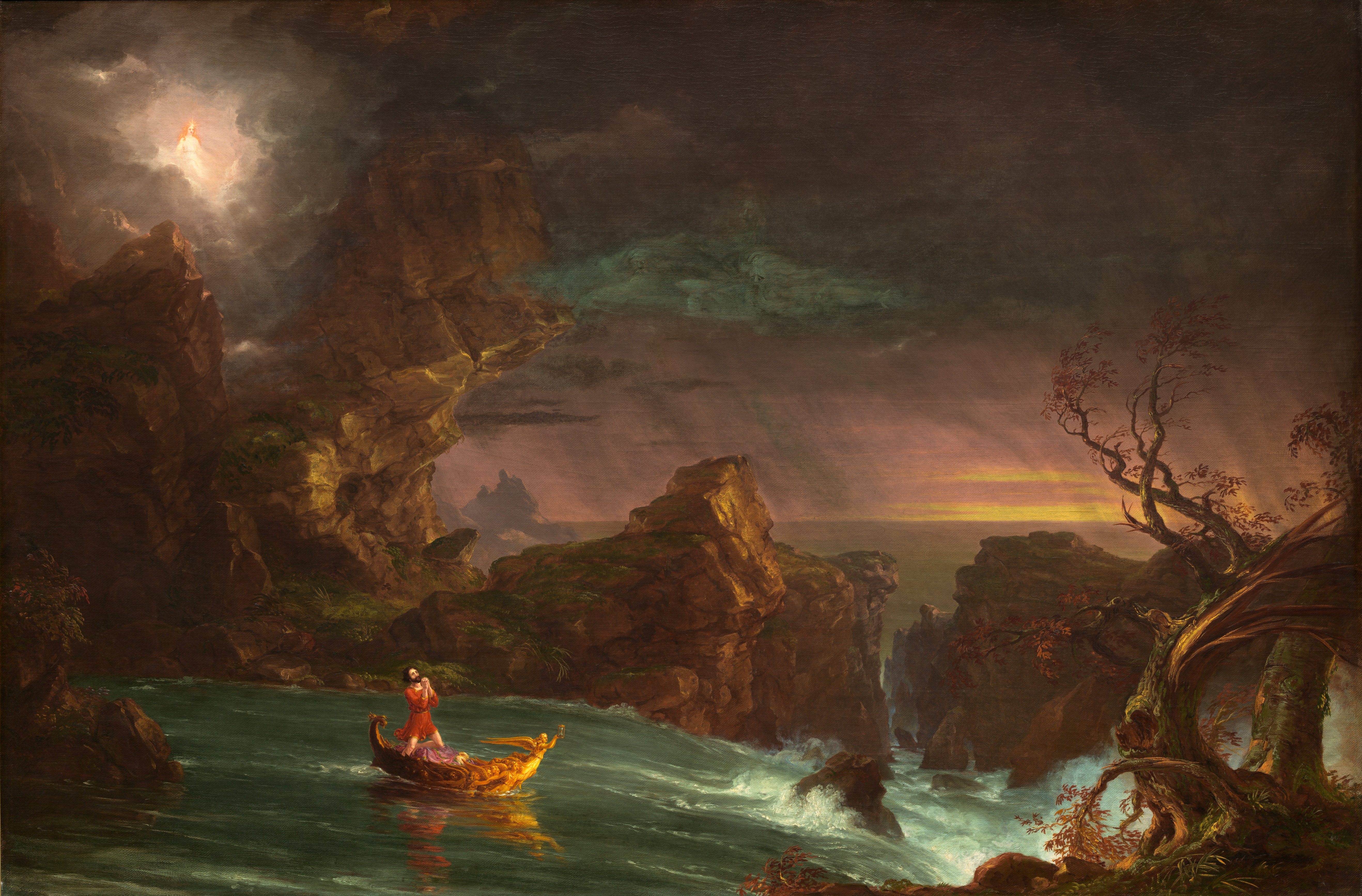
Maturité, 1842, National Gallery of Art.

### Vieillesse

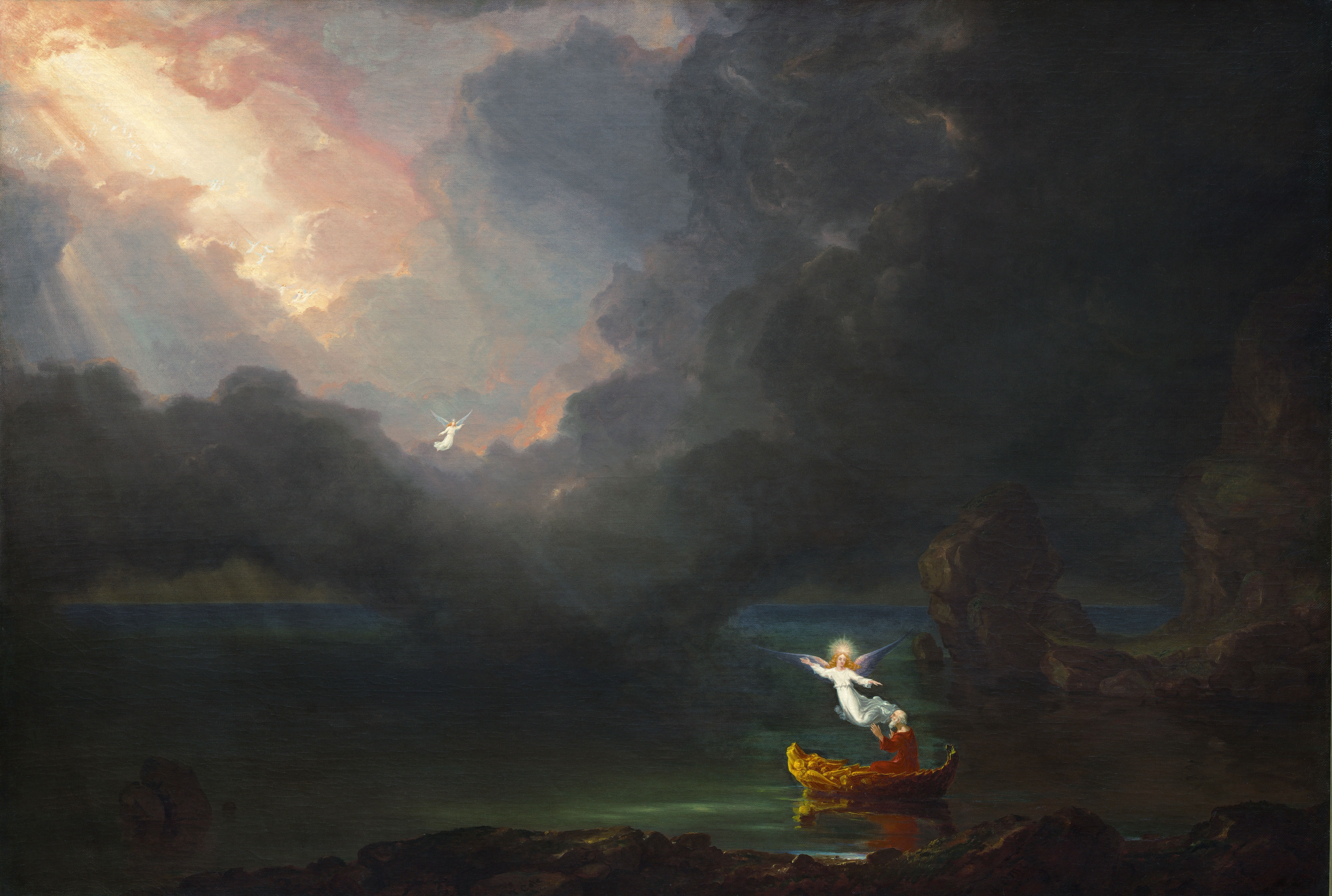
Vieillesse, 1842, National Gallery of Art.

Le dernier tableau, Vieillesse, est une image de la mort. L’homme a vieilli et a survécu aux épreuves de la vie. Les eaux se sont calmées, la rivière se jette dans les eaux de l'éternité. La figure de proue et le sablier manquent au bateau cabossé ; le vieux voyageur desséché a atteint la fin des temps terrestres. Au loin, un ange descend du ciel, tandis que l'ange gardien plane à proximité, faisant des gestes vers l'autre. L’homme est à nouveau joyeux de savoir que la foi l’a soutenu tout au long de cette vie périlleuse jusqu’à la promesse du Paradis. Le paysage a pratiquement disparu, seuls quelques rochers rugueux représentent le bord du monde terrestre, l'eau sombre s'étend au-delà. Cole décrit la scène : « Les chaînes de l'existence corporelle tombent ; et déjà l'esprit a des aperçus de la vie immortelle. »

## Réception
Le Voyage de la vie a été bien accueilli par les critiques et le public ; les États-Unis connaissaient alors un réveil chrétien connu sous le nom de second grand réveil. Les quatre peintures ont été converties en gravures par James Smillie (1807–1885) après la mort de Cole ; elles ont été réalisées à temps pour le troisième grand réveil, donnant à la série le prestige et la renommée populaire qu'elle conserve aujourd'hui

## Postérité
Les tableaux Vieillesse et Jeunesse sont utilisées comme pochettes des albums Nightfall et Ancient Dreams du groupe de Doom Metal Candlemass.